# Разведчик (Кемеровская область)
Разве́дчик — посёлок в Кемеровском районе Кемеровской области. Административный центр Арсентьевского сельского поселения.

## География
Центральная часть населённого пункта расположена на высоте 221 м над уровнем моря.

## Население
| 2010 |
| ---- |
| 1034 |

### Половой состав
По данным Всероссийской переписи населения 2010 года, в посёлке проживало 1034 человек (513 мужчин, 521 женщина).

## Улицы
| - ул. Берёзовая, - ул. Васюхичева, - ул. Геологическая, - ул. Геофизическая, - ул. Горная, - ул. Заречная, - ул. Кедровая, | - ул. Коммунистическая, - ул. Красная, - пер. Лесной, - ул. Логовая, - ул. Молодёжная, - ул. Первомайская, - ул. Рабочая, | - ул. Родниковая, - пер. Садовый, - ул. Таёжная, - ул. Тупиковая, - ул. Шахтовая, - ул. Школьная, - ул. Шоссейная. |

## Инфраструктура
В посёлке функционируют общеобразовательная школа, пожарная часть, дом культуры, отделение почты России.